# Termisk depolymerisation
Termisk depolymerisation är en metod att utvinna syntetiska petroleumprodukter ur organiska föreningar. Processen går ut på att bryta ned komplicerade kolföreningar till kolväten. Utgångsmaterialet utsätts för högt tryck och hög temperatur, varvid kolkedjorna bryts ned till oktadekan och kortare kolväten. I USA finns en fullskaleanläggning som använder slakteriavfall som råvara.
En metod för att göra det är Fischer-Tropsch-processen.